# Гальперин, Симона
Симона Гальперин (ивр. סימונה הלפרין‎, род. 1969, Рига) — израильский дипломат, Чрезвычайный и полномочный посол Государства Израиль в Российской Федерации с 1 января 2024 года.
Бывший заместитель посла Израиля в Казахстане, бывший посол Израиля в Сингапуре и Восточном Тиморе с 2017 по 2019 год, до того как её сменила Саги Карни.

## Биография
Симона Гальперин родилась в 1969 г. в Риге (Латвия), жила в Ленинграде до репатриации в Израиль в 1976 г.
Гальперин получила степень магистра права и государственного управления в Еврейском университете в Иерусалиме, а также степень бакалавра экономики и делового администрирования. Она также работала ассистентом преподавателя в университете. В 1993 году она поступила на дипломатическую службу Израиля.
С августа 2010 года Гальперин возглавляла Израильское экономическое и культурное управление в Тайбэе (ISECO). Считается «официально неофициальной» делегацией в Тайване. В 2016 году Гальперин была специальным посланником Израиля на островах Тихого океана.
В мае 2023 года Гальперин назначена на должность посла Израиля в России. Верительные грамоты вручены 5 ноября 2024 года.
Гальперин говорит на иврите, английском и русском языках. Она замужем, имеет трёх сыновей и двух дочерей.